# Chaenopsis resh
Chaenopsis resh es una especie de pez del género Chaenopsis, familia Chaenopsidae. Fue descrita científicamente por Robins & Randall en 1965.
Se distribuye por el Atlántico Centro-Occidental: noreste de Venezuela y oeste de Colombia. La longitud total (TL) es de 13 centímetros. Habita en fondos arenosos poco profundos.
Está clasificada como una especie marina inofensiva para el ser humano.